# 1957年
1957年（1957 ねん）は、西暦（グレゴリオ暦）による、火曜日から始まる平年。昭和32年。

## 他の紀年法
- 干支：丁酉（ひのと とり）
- 日本（月日は一致）
  - 昭和32年
  - 皇紀2617年
- 中華民国（月日は一致）
  - 中華民国46年
- 朝鮮・韓国（月日は一致）
  - 檀紀4290年
  - 主体46年
- 仏滅紀元：2499年 - 2500年
- イスラム暦：1376年5月29日 - 1377年6月8日
- ユダヤ暦：5717年4月28日 - 5718年4月8日
- 修正ユリウス日(MJD)：35839 - 36203
- リリウス日(LD)：136680 - 137044

※檀紀は、大韓民国で1948年に法的根拠を与えられたが、1962年からは公式な場では使用されていない。

※主体暦は、朝鮮民主主義人民共和国で1997年に制定された。

## カレンダー
| 1月 |    |    |    |    |    |    |
| 日  | 月 | 火 | 水 | 木 | 金 | 土 |
|     |    | 1  | 2  | 3  | 4  | 5  |
| 6   | 7  | 8  | 9  | 10 | 11 | 12 |
| 13  | 14 | 15 | 16 | 17 | 18 | 19 |
| 20  | 21 | 22 | 23 | 24 | 25 | 26 |
| 27  | 28 | 29 | 30 | 31 |    |    |
|     |    |    |    |    |    |    |

| 2月 |    |    |    |    |    |    |
| 日  | 月 | 火 | 水 | 木 | 金 | 土 |
|     |    |    |    |    | 1  | 2  |
| 3   | 4  | 5  | 6  | 7  | 8  | 9  |
| 10  | 11 | 12 | 13 | 14 | 15 | 16 |
| 17  | 18 | 19 | 20 | 21 | 22 | 23 |
| 24  | 25 | 26 | 27 | 28 |    |    |
|     |    |    |    |    |    |    |

| 3月 |    |    |    |    |    |    |
| 日  | 月 | 火 | 水 | 木 | 金 | 土 |
|     |    |    |    |    | 1  | 2  |
| 3   | 4  | 5  | 6  | 7  | 8  | 9  |
| 10  | 11 | 12 | 13 | 14 | 15 | 16 |
| 17  | 18 | 19 | 20 | 21 | 22 | 23 |
| 24  | 25 | 26 | 27 | 28 | 29 | 30 |
| 31  |    |    |    |    |    |    |
|     |    |    |    |    |    |    |

| 4月 |    |    |    |    |    |    |
| 日  | 月 | 火 | 水 | 木 | 金 | 土 |
|     | 1  | 2  | 3  | 4  | 5  | 6  |
| 7   | 8  | 9  | 10 | 11 | 12 | 13 |
| 14  | 15 | 16 | 17 | 18 | 19 | 20 |
| 21  | 22 | 23 | 24 | 25 | 26 | 27 |
| 28  | 29 | 30 |    |    |    |    |
|     |    |    |    |    |    |    |

| 5月 |    |    |    |    |    |    |
| 日  | 月 | 火 | 水 | 木 | 金 | 土 |
|     |    |    | 1  | 2  | 3  | 4  |
| 5   | 6  | 7  | 8  | 9  | 10 | 11 |
| 12  | 13 | 14 | 15 | 16 | 17 | 18 |
| 19  | 20 | 21 | 22 | 23 | 24 | 25 |
| 26  | 27 | 28 | 29 | 30 | 31 |    |
|     |    |    |    |    |    |    |

| 6月 |    |    |    |    |    |    |
| 日  | 月 | 火 | 水 | 木 | 金 | 土 |
|     |    |    |    |    |    | 1  |
| 2   | 3  | 4  | 5  | 6  | 7  | 8  |
| 9   | 10 | 11 | 12 | 13 | 14 | 15 |
| 16  | 17 | 18 | 19 | 20 | 21 | 22 |
| 23  | 24 | 25 | 26 | 27 | 28 | 29 |
| 30  |    |    |    |    |    |    |
|     |    |    |    |    |    |    |

| 7月 |    |    |    |    |    |    |
| 日  | 月 | 火 | 水 | 木 | 金 | 土 |
|     | 1  | 2  | 3  | 4  | 5  | 6  |
| 7   | 8  | 9  | 10 | 11 | 12 | 13 |
| 14  | 15 | 16 | 17 | 18 | 19 | 20 |
| 21  | 22 | 23 | 24 | 25 | 26 | 27 |
| 28  | 29 | 30 | 31 |    |    |    |
|     |    |    |    |    |    |    |

| 8月 |    |    |    |    |    |    |
| 日  | 月 | 火 | 水 | 木 | 金 | 土 |
|     |    |    |    | 1  | 2  | 3  |
| 4   | 5  | 6  | 7  | 8  | 9  | 10 |
| 11  | 12 | 13 | 14 | 15 | 16 | 17 |
| 18  | 19 | 20 | 21 | 22 | 23 | 24 |
| 25  | 26 | 27 | 28 | 29 | 30 | 31 |
|     |    |    |    |    |    |    |

| 9月 |    |    |    |    |    |    |
| 日  | 月 | 火 | 水 | 木 | 金 | 土 |
| 1   | 2  | 3  | 4  | 5  | 6  | 7  |
| 8   | 9  | 10 | 11 | 12 | 13 | 14 |
| 15  | 16 | 17 | 18 | 19 | 20 | 21 |
| 22  | 23 | 24 | 25 | 26 | 27 | 28 |
| 29  | 30 |    |    |    |    |    |
|     |    |    |    |    |    |    |

| 10月 |    |    |    |    |    |    |
| 日   | 月 | 火 | 水 | 木 | 金 | 土 |
|      |    | 1  | 2  | 3  | 4  | 5  |
| 6    | 7  | 8  | 9  | 10 | 11 | 12 |
| 13   | 14 | 15 | 16 | 17 | 18 | 19 |
| 20   | 21 | 22 | 23 | 24 | 25 | 26 |
| 27   | 28 | 29 | 30 | 31 |    |    |
|      |    |    |    |    |    |    |

| 11月 |    |    |    |    |    |    |
| 日   | 月 | 火 | 水 | 木 | 金 | 土 |
|      |    |    |    |    | 1  | 2  |
| 3    | 4  | 5  | 6  | 7  | 8  | 9  |
| 10   | 11 | 12 | 13 | 14 | 15 | 16 |
| 17   | 18 | 19 | 20 | 21 | 22 | 23 |
| 24   | 25 | 26 | 27 | 28 | 29 | 30 |
|      |    |    |    |    |    |    |

| 12月 |    |    |    |    |    |    |
| 日   | 月 | 火 | 水 | 木 | 金 | 土 |
| 1    | 2  | 3  | 4  | 5  | 6  | 7  |
| 8    | 9  | 10 | 11 | 12 | 13 | 14 |
| 15   | 16 | 17 | 18 | 19 | 20 | 21 |
| 22   | 23 | 24 | 25 | 26 | 27 | 28 |
| 29   | 30 | 31 |    |    |    |    |
|      |    |    |    |    |    |    |

## できごと

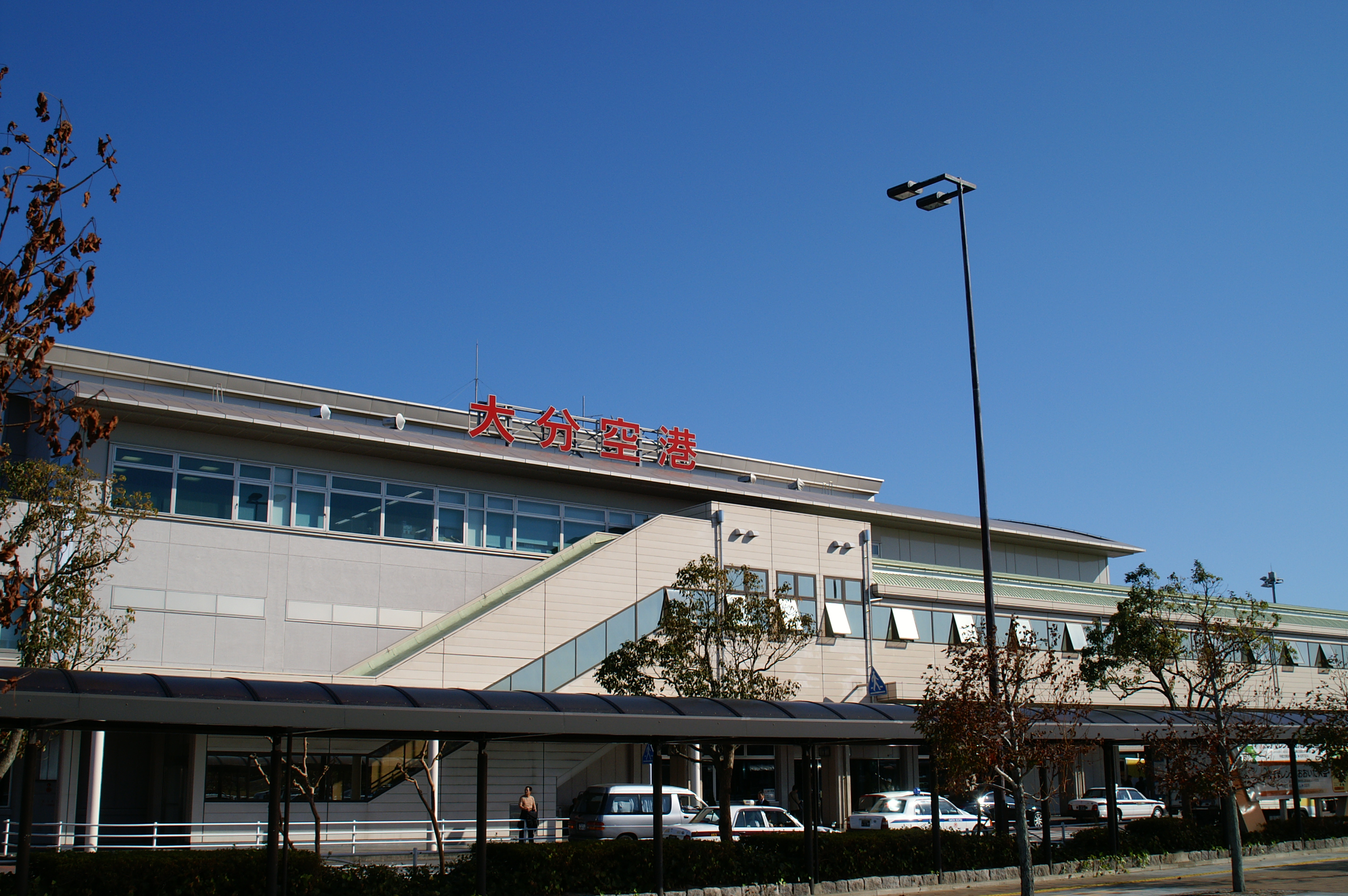
大分空港開港（3月10日・写真は国東市にある現在の空港）

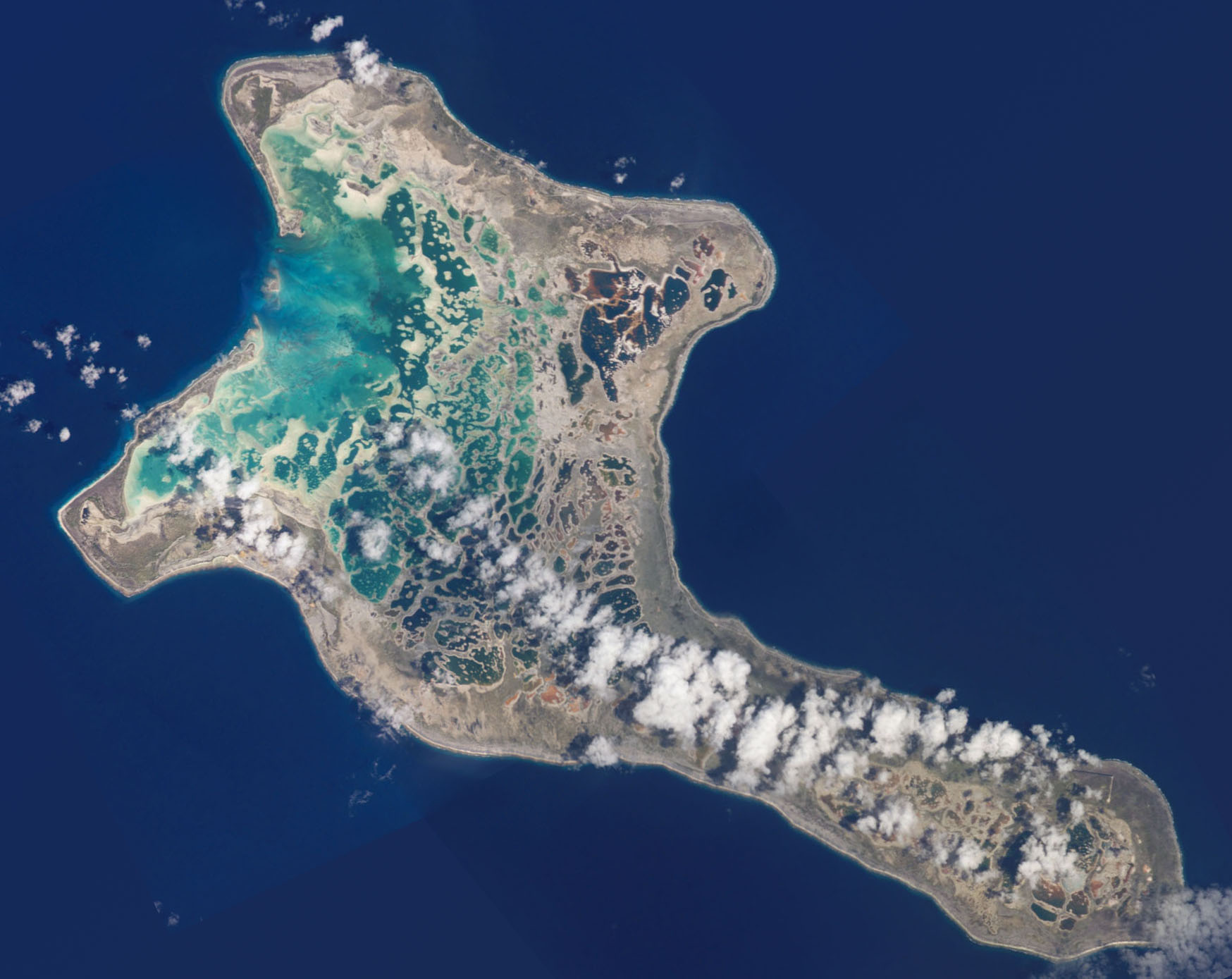
イギリスがキリスィマスィ島で水爆実験を実施（5月15日）

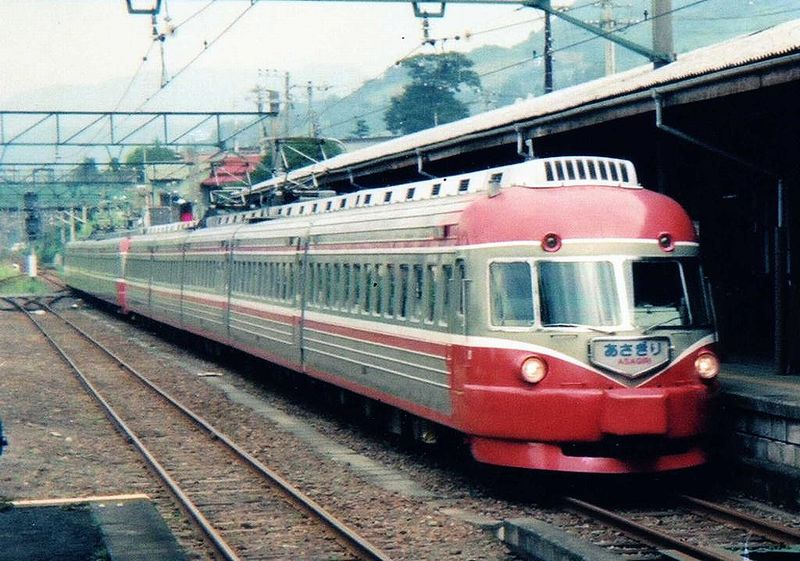
小田急3000形・SE運転開始（7月6日）

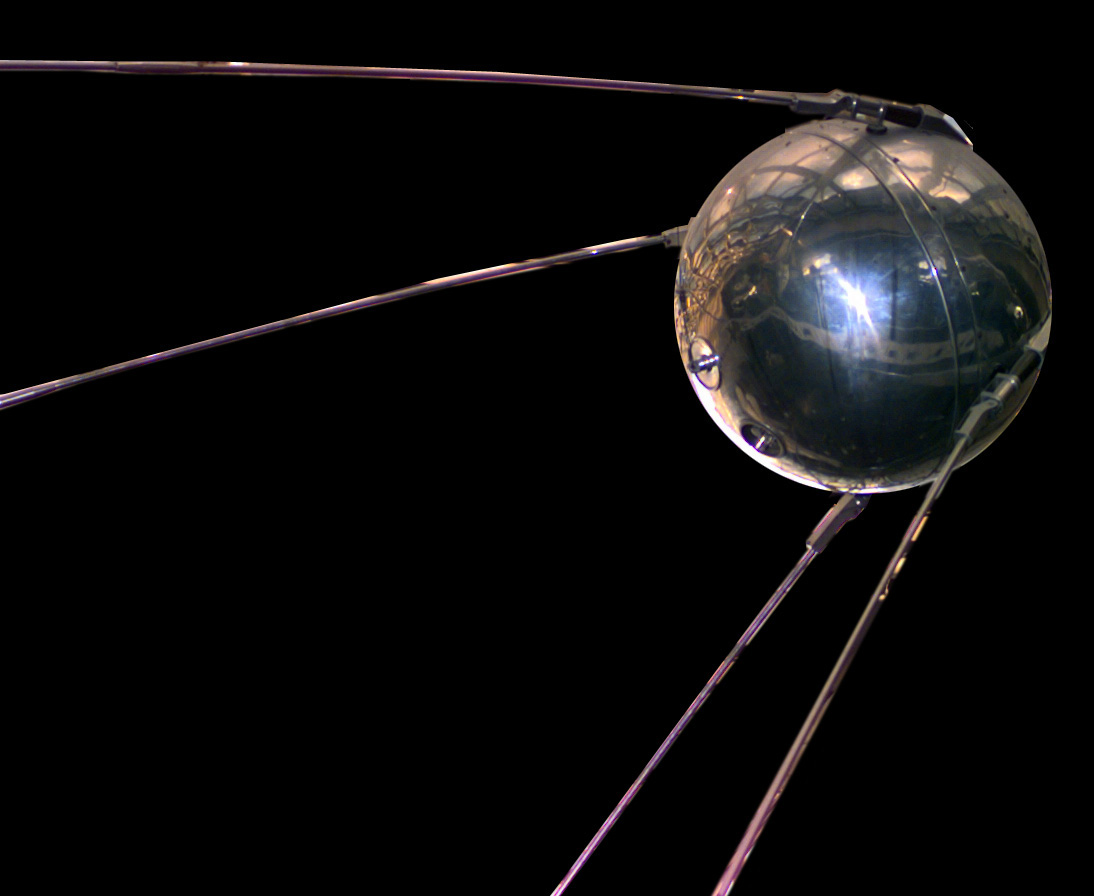
スプートニク1号打ち上げ（10月4日）

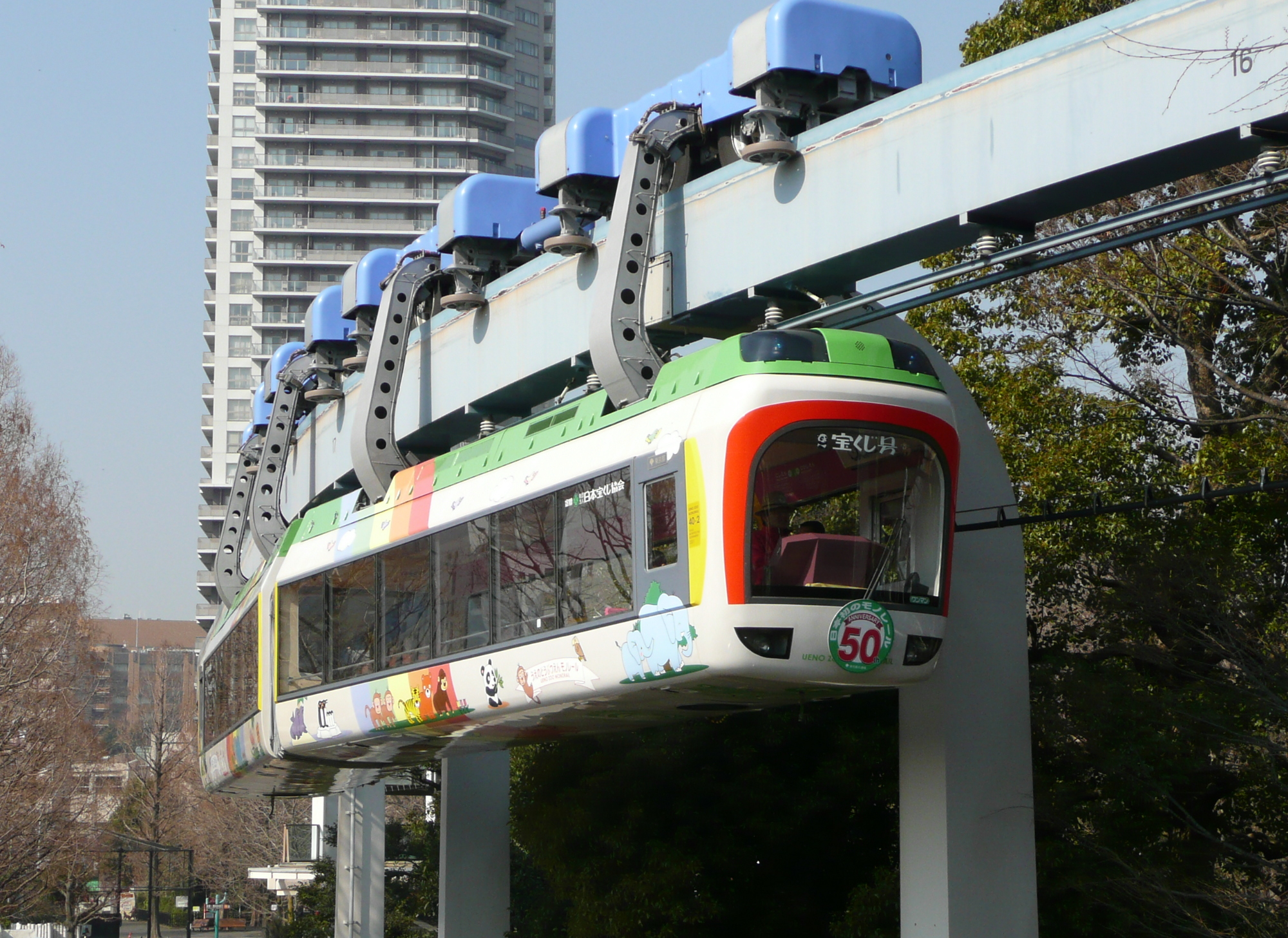
東京都交通局上野懸垂線開業（12月17日）

### 1月
- 1月1日 - フランス保護領ザールがザールラント州として西ドイツに復帰[要出典]。
- 1月12日 - プロ野球の投手だったヴィクトル・スタルヒンが交通事故により死亡（40歳没）[1]。
- 1月21日 - 明治製菓が「ミルクチョコレート　デラックス」を発売。
- 1月29日 - 日本の南極越冬隊が南極大陸初上陸。
- 1月30日 - 群馬県相馬ヶ原射撃場で薬莢拾いの女性が米兵に射殺される事件発生（ジラード事件）[2]。

### 2月
- 2月1日 - 吉田茂と佐藤栄作が自由民主党に入党。
- 2月6日 - 広島県で行軍演習中の陸上自衛官2人が死亡（自衛隊死の行軍事件）。
- 2月22日 - 石橋湛山首相が病気のため辞意を表明（翌日内閣総辞職）。
- 2月22日 - 千代田区丸の内に先代の東京都庁舎が落成。
- 2月25日 - 岸信介が第56代首相に就任、第1次岸内閣成立。
- 2月26日 - パ・リーグの高橋と大映が合併。『大映ユニオンズ』として出場。

### 3月
- 3月5日 - 日本とアイルランドが国交を結ぶ[3]。
- 3月6日 - 日本初の女性週刊誌「週刊女性」（河出書房→主婦と生活社）が創刊。
- 3月10日 - 大分空港開港（大分市内。その後、1971年に当時の東国東郡武蔵町・安岐町の現在地に移転）。
- 3月13日 - チャタレー事件の最高裁判所大法廷判決。被告人等の有罪が確定。
- 3月17日 - 日本テレビが「ミユキ野球教室」放送開始（1990年放送終了、御幸毛織の一社提供番組）。
- 3月18日 - 名古屋市に日本初の地下街「名駅地下街サンロード」が開業。
- 3月21日 - 岸信介首相が党総裁選挙において475票中471票を獲得して自由民主党総裁となる。
- 3月25日 - 欧州経済共同体設立条約と欧州原子力共同体設立条約がローマのカピトリーノ美術館において調印される。
- 3月25日 - 河出書房が倒産。

### 4月
- 4月1日 - 売春防止法施行。
- 4月1日 - 三大都市圏以外で初（全国5局目）の民放テレビ局・北海道放送（HBC）テレビが札幌で開局（当初は札幌都市圏のみ。1959年4月に全道へ拡大）。
- 4月1日 - ロッテが「グリーンガム」を発売。
- 4月1日 - 第29回選抜高等学校野球大会が開幕。
- 4月7日 - 第29回選抜高等学校野球大会の決勝戦が甲子園球場にて14時3分より行われ、早稲田実が高知商に5対3で勝利し、初優勝。
- 4月12日 - 第五北川丸沈没事故。死者・行方不明113名。
- 4月14日 - 東宝会館（東宝本社ビル）がオープン。芝居専門劇場の芸術座と映画館の千代田劇場・みゆき座も併設。

### 5月
- 5月8日 - コカ・コーラ、日本での販売を開始。
- 5月15日 - イギリス、キリスィマスィ島で初の水爆実験を行う。
- 5月25日 - そごう東京店（有楽町そごう）が開店。初日は30万人以上の来店者数となった。

### 6月
- 6月1日 - 倒産した河出書房の事業を引き継ぐ河出書房新社が設立。
- 6月23日 - 米国ダーラム (ノースカロライナ州)でシット・イン運動始まる。
- 6月25日 - 日本飲料工業（現・日本コカ・コーラ）設立。

### 7月
- 7月6日 - 箱根・宮ノ下の富士屋ホテルで、日豪通商条約を締結。岸首相が出席。
- 7月6日 - 日本における高速電車の先駆けとなった小田急3000形・SEが運転開始。
- 7月6日 - 谷中霊園内の天王寺五重塔が放火により焼失（谷中五重塔放火心中事件）。
- 7月8日 - 砂川事件が発生。
- 7月23日 - 花井 忠 戦後第三代の検事総長に就任。
- 7月24日 - 将棋の名人戦で升田幸三が大山康晴を下し、王将戦・九段戦と合わせて史上初の三冠独占。
- 7月24日 - 東京都の人口がロンドンを抜き世界一と新聞が報道。
- 7月25日 - 28日 - 諫早豪雨。死者・行方不明992名。

### 8月
- 8月12日 - 第39回全国高等学校野球選手権大会が阪神甲子園球場で開幕。
- 8月20日 - 第39回全国高等学校野球選手権大会の決勝戦が阪神甲子園球場で行われ、広島商が法政二を3対1で勝利し、1930年（第16回）以来27年ぶり4度目の優勝。
- 8月27日 - 大糸線（糸魚川・信濃大町間）開通
- 8月27日 - 茨城県東海村の原子力研究所で50kWの原子炉JRR-1が午前5時23分に臨界点に達し、「原子の火」がともる。
- 8月31日 - マレーシアがイギリスから独立。

### 9月
- 9月4日 - 米公民権運動: リトルロック高校事件。アーカンソー州知事オーヴァル・フォーバス（英語版）の命令により州兵100人が出動し、黒人9人の高校通学を阻む。
- 9月20日 - 糸川英夫東京大学教授らが、秋田県の海岸で初の国産ロケット「カッパー4C型」の発射に成功。
- 9月23日 - 大阪市旭区の千林駅前にダイエー第1号店が開店（当初の名称は『主婦の店ダイエー』）。
- 9月28日 - 外務省が初の外交青書を発表。
- 9月29日 - ソ連ウラル地方で原子力事故（ウラル核惨事）が発生したが発表は伏せられた。

### 10月
- 10月1日 - 初の五千円紙幣（聖徳太子の肖像）発行。
- 10月1日 - サリドマイドが西ドイツで発売される（1961年、生産中止）。
- 10月4日 - ソ連が人工衛星スプートニク1号の打ち上げに成功。
- 10月10日 - ウィンズケール原子炉火災事故おこる。
- 10月13日 - 西鉄ライオンズが東映とのダブルヘッダーに連勝し、2年連続3度目のパ・リーグ優勝を決める。
- 10月21日 - 巨人が後楽園球場での対大洋ダブルヘッダー第2試合に勝ち、3年連続のセ・リーグ優勝を決める。

### 11月
- 11月1日 - 第27臨時国会召集（11月14日閉会）。
- 11月1日 - プロ野球日本シリーズは西鉄が4勝1引き分けで巨人に勝利し、2年連続2度目の日本一達成。
- 11月4日 - NHKで料理番組『きょうの料理』が放送開始。
- 11月15日 - 名古屋市交通局初の地下鉄、名古屋市営地下鉄東山線名古屋駅 - 栄町駅間が開業。
- 11月24日 - パ・リーグの大映が毎日と合併し『大毎オリオンズ』となる。

### 12月
- 12月7日 - 立教大学・長嶋茂雄選手の巨人軍入団決まる。
- 12月10日 - 学習院大学に在学中の愛新覚羅慧生（満州国皇帝・溥儀の姪）が、伊豆・天城山で同級生の男子学生と一緒に遺体で発見される（天城山心中）。
- 12月11日 - 百円硬貨発行[4]。
- 12月17日 - 上野動物園内に日本初のモノレール、東京都交通局上野懸垂線が開業。
- 12月20日 - 第28国会召集（1958年4月25日解散）。
- 12月23日 - NHK金沢放送局が本州日本海側初のテレビ放送を開始。
- 12月24日 - NHK、FM放送の試験放送を東京で開始。

## スポーツ
- プロ野球
  - セントラル・リーグ優勝　読売ジャイアンツ
  - パシフィック・リーグ優勝　西鉄ライオンズ
  - 日本シリーズ優勝　西鉄ライオンズ（4勝0敗1分）
- 大相撲（幕内最高優勝）
  - 初場所：千代の山雅信
  - 春場所：朝汐太郎
  - 夏場所：安念山治
  - 秋場所：栃錦清隆
  - 九州場所　玉乃海太三郎

## 芸術・文化

### 音楽
- ヒット曲
  - エルヴィス・プレスリー 「恋にしびれて」「監獄ロック」「テディ・ベア」
  - サム・クック 「ユー・センド・ミー」
  - ヒューイ・スミス・アンド・ザ・クラウンズ 「ロッキング・ニューモニア・アンド・ザ・ブギウギ・フルー」
  - ジェリー・リー・ルイス 「火の玉ロック」
  - サーストン・ハリス 「リトル・ピティ・プリティ・ワン」
  - ミッキー&シルヴィア「ラブ・イズ・ストレンジ」
  - バディ・ホリー 「ペギー・スー」「ザットル・ビー・ザ・デイ」
  - リトル・リチャード 「ルシール / 「ジェニ・ジェニ」
  - チャック・ベリー 「ロック・アンド・ロール・ミュージック」
  - ダニー&ザ・ジュニアーズ 「アット・ザ・ホップ」
  - ザ・ダイアモンズ 「リトル・ダーリン」
  - 島倉千代子『東京だよおっ母さん』
  - フランク永井『有楽町で逢いましょう』

### 文学
- 芥川賞
  - 第37回（1957年上半期） - 菊村到 『硫黄島』
  - 第38回（1957年下半期） - 開高健 『裸の王様』
- 直木賞
  - 第37回（1957年上半期） - 江崎誠致『ルソンの谷間』
  - 第38回（1957年下半期） - 該当作品なし
- 江戸川乱歩賞
  - 第3回 - 仁木悦子『猫は知っていた』

### 映画
- OK牧場の決斗
- 十二人の怒れる男（監督：シドニー・ルメット）
- 戦場にかける橋（監督：デヴィッド・リーン）
- 第七の封印（監督：イングマール・ベルイマン）
- 地球へ2千万マイル
- 翼よ! あれが巴里の灯だ（監督：ビリー・ワイルダー）
- 野いちご（監督：イングマール・ベルイマン）
- 昼下りの情事（監督：ビリー・ワイルダー）
- 蜘蛛巣城（監督：黒澤明）
- 地球防衛軍
- どん底（監督：黒澤明）
- 幕末太陽傳（監督：川島雄三、主演：フランキー堺）
- 明治天皇と日露大戦争
- 喜びも悲しみも幾歳月（監督：木下惠介）

### テレビ
- テレビ体操（NHK）
- きょうの料理（NHK）
- ドキュメンタリー 日本の素顔（NHK）
- 私だけが知っている（NHK）
- ミユキ野球教室（日本テレビ）
- 眠狂四郎無頼控（日本テレビ）
- ダイヤル110番（日本テレビ)
- ヒッチコック劇場（日本テレビ）
- 時事放談（KRテレビ）
- 赤胴鈴之助（KRテレビ）
- 名犬ラッシー（KRテレビ）
- びっくり捕物帳（大阪テレビ）
- 開局 - 北海道放送、NHK松山、小倉、岡山、金沢

### その他
| キャッチフレーズなど              | 商品名など | メーカー | 出演者 | 音楽                 |
| --------------------------------- | ---------- | -------- | ------ | -------------------- |
| ♪有楽町で逢いましょう             | 開店告知   | そごう   | -      | 吉田正・フランク永井 |
| ♪ジンジン仁丹ジンタカタッタッタ〜 | 仁丹       | 森下仁丹 | -      | 三木鶏郎             |

## 誕生

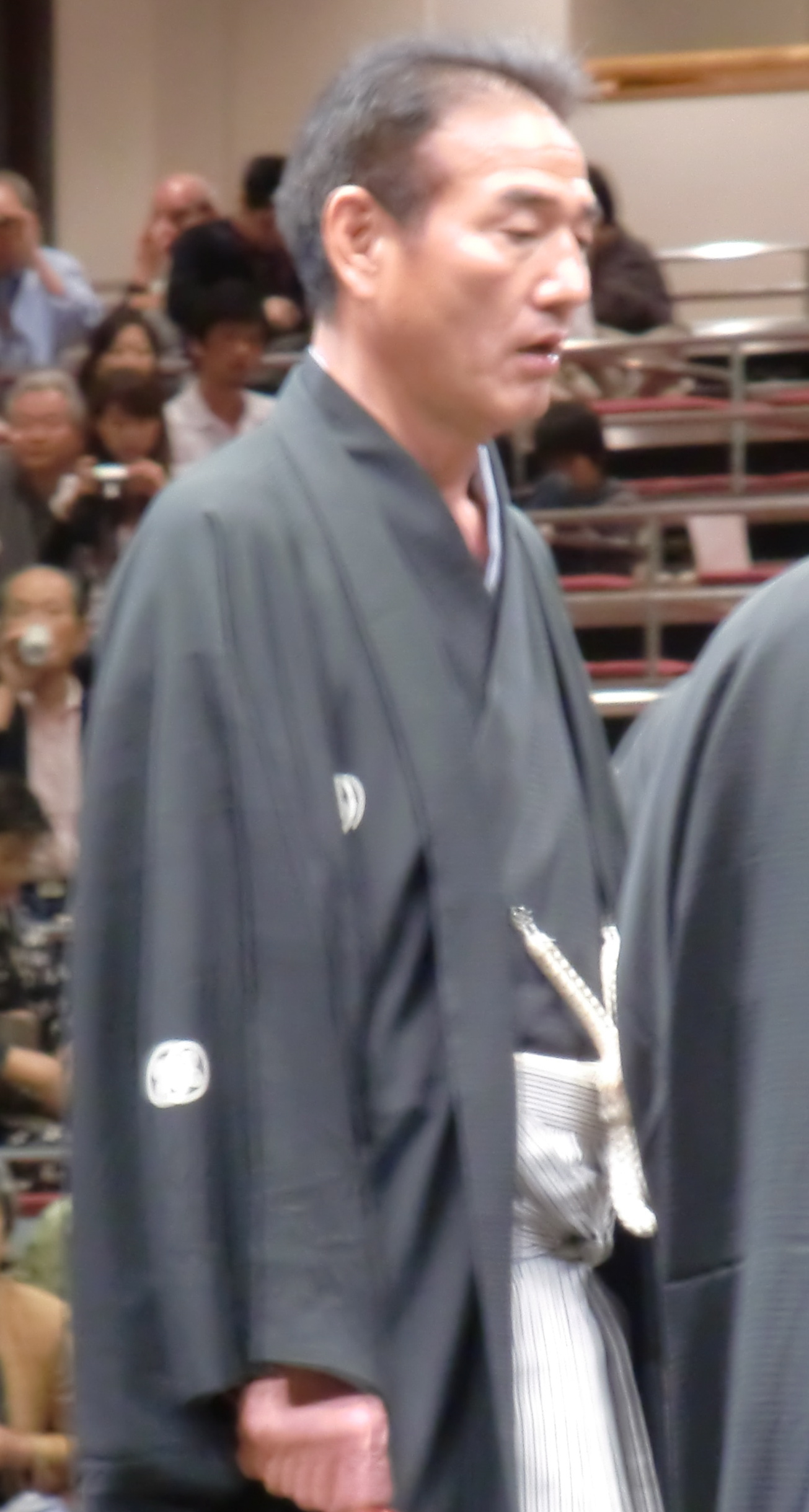
元大相撲力士若嶋津六夫（1月12日）

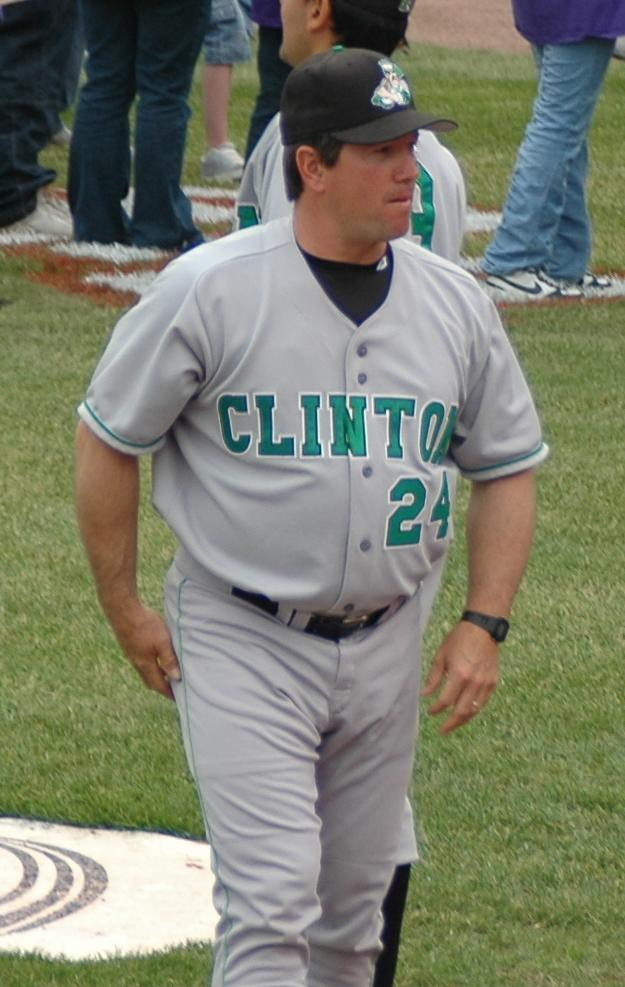
元メジャーリーガーブライアン・デイエット（1月22日）

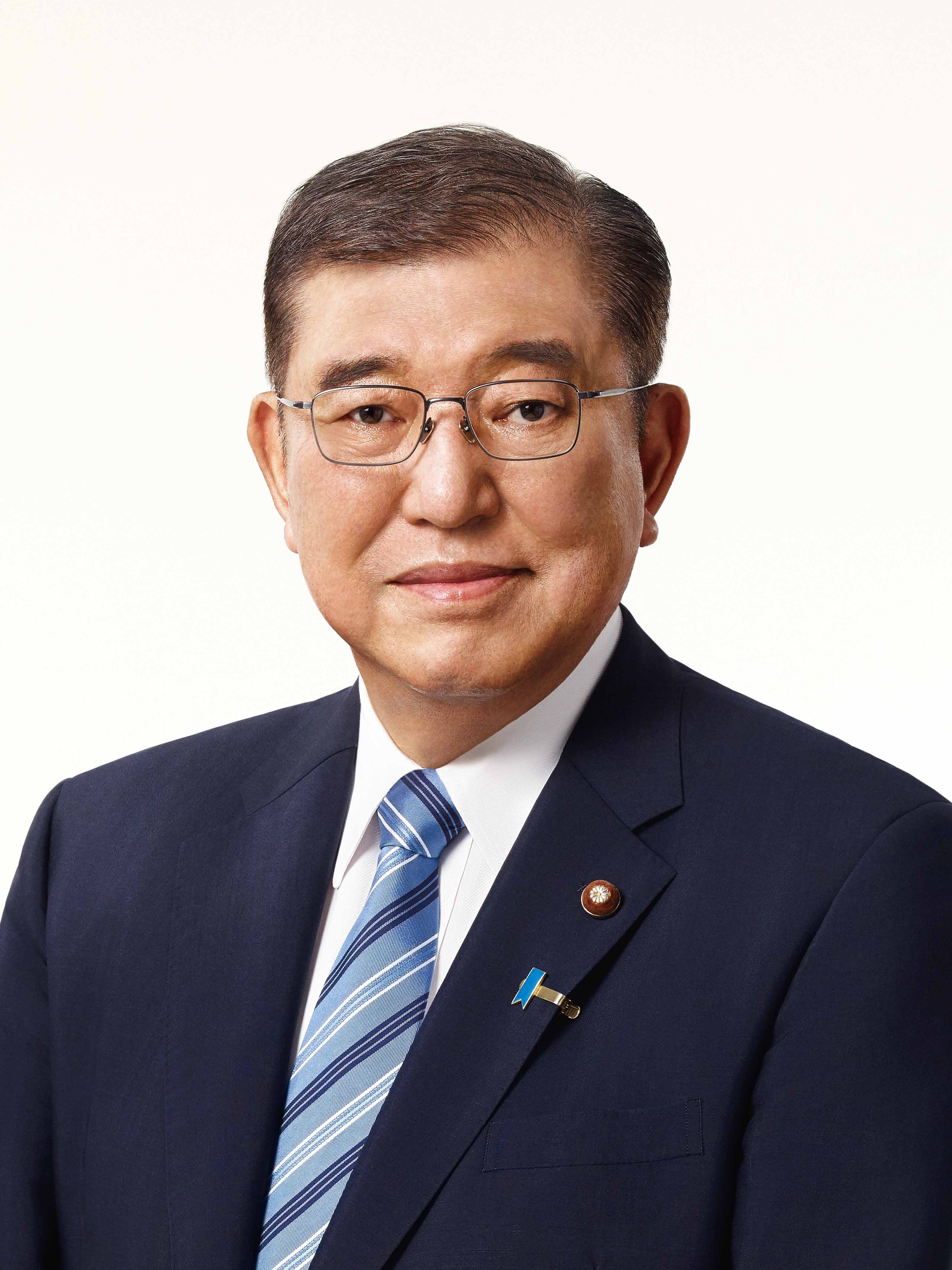
内閣総理大臣石破茂（2月4日）

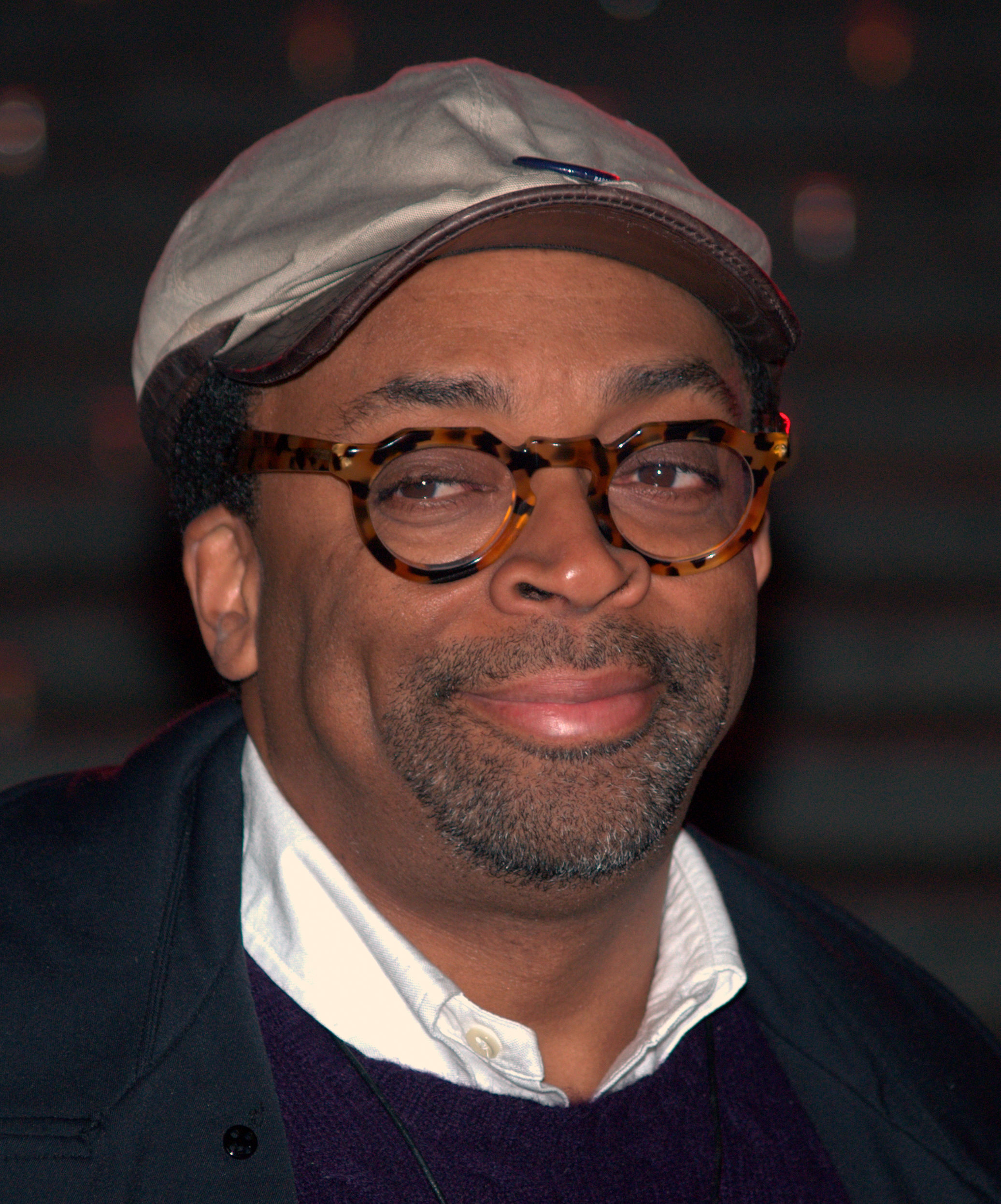
映画監督スパイク・リー（3月20日）

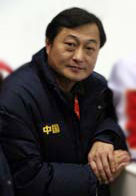
元フィギュアスケート選手姚濱（4月1日）

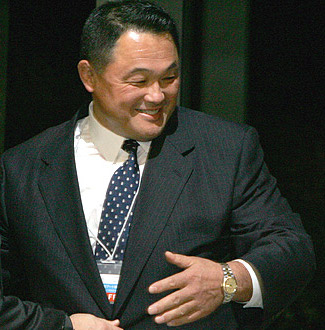
柔道家山下泰裕（6月1日）

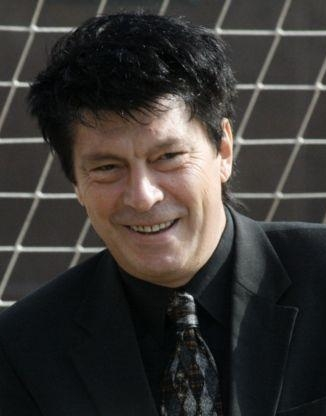
元サッカー選手リナト・ダサエフ（6月13日）

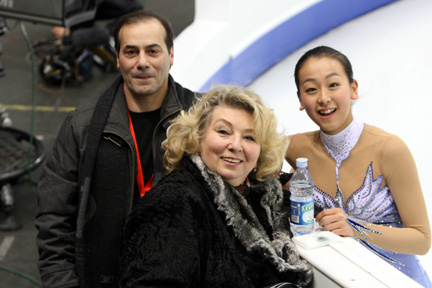
フィギュアスケートコーチラファエル・アルトゥニアン（7月5日、画像左）

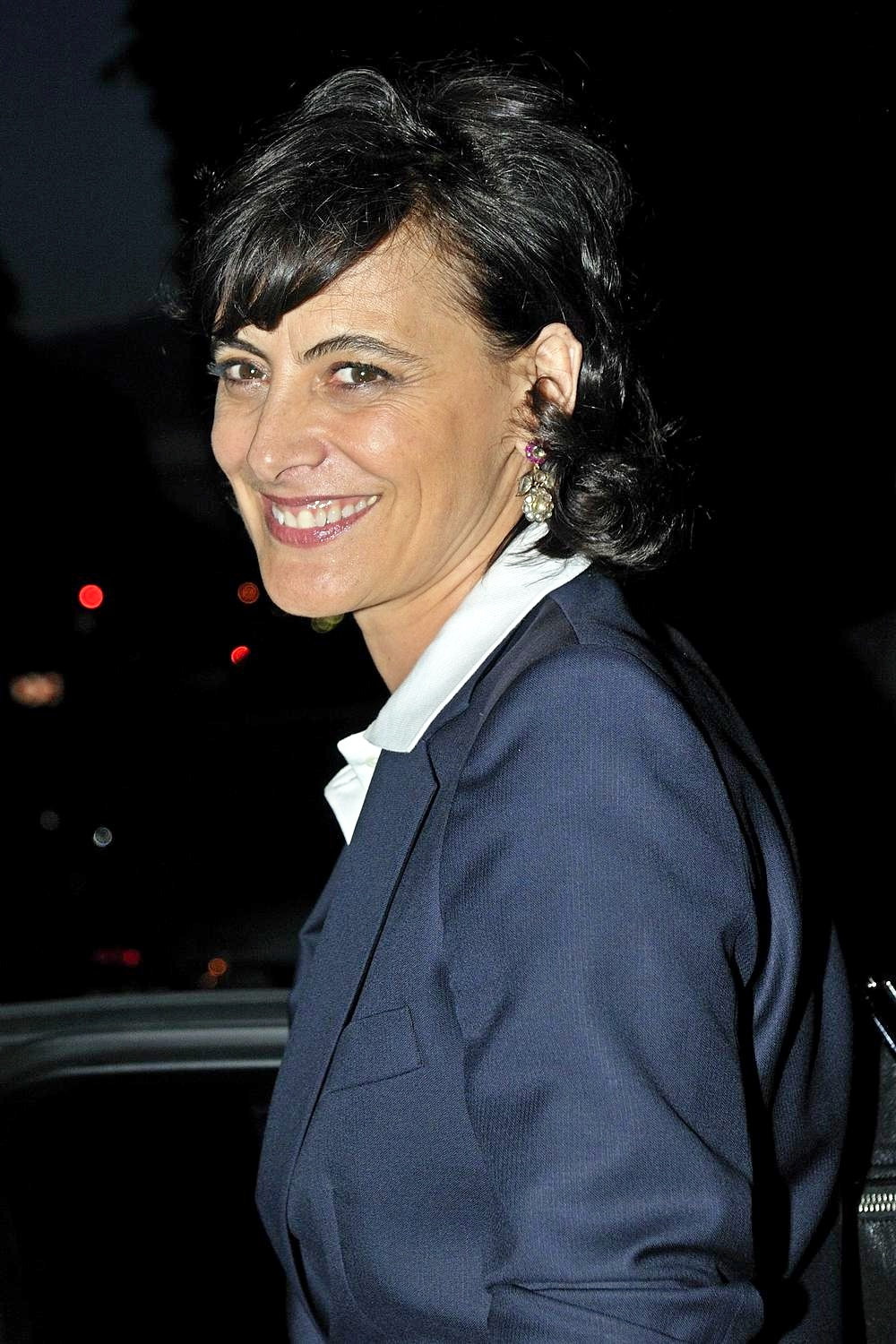
モデル・デザイナーイネス・ド・ラ・フレサンジュ（8月11日）

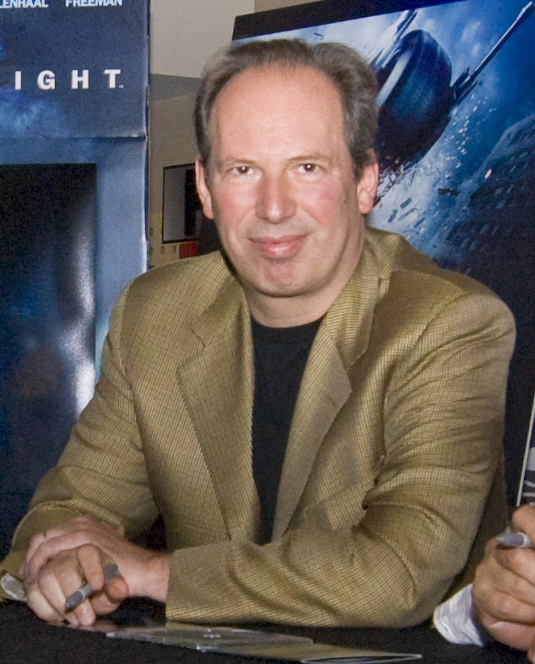
作曲家ハンス・ジマー（9月12日）

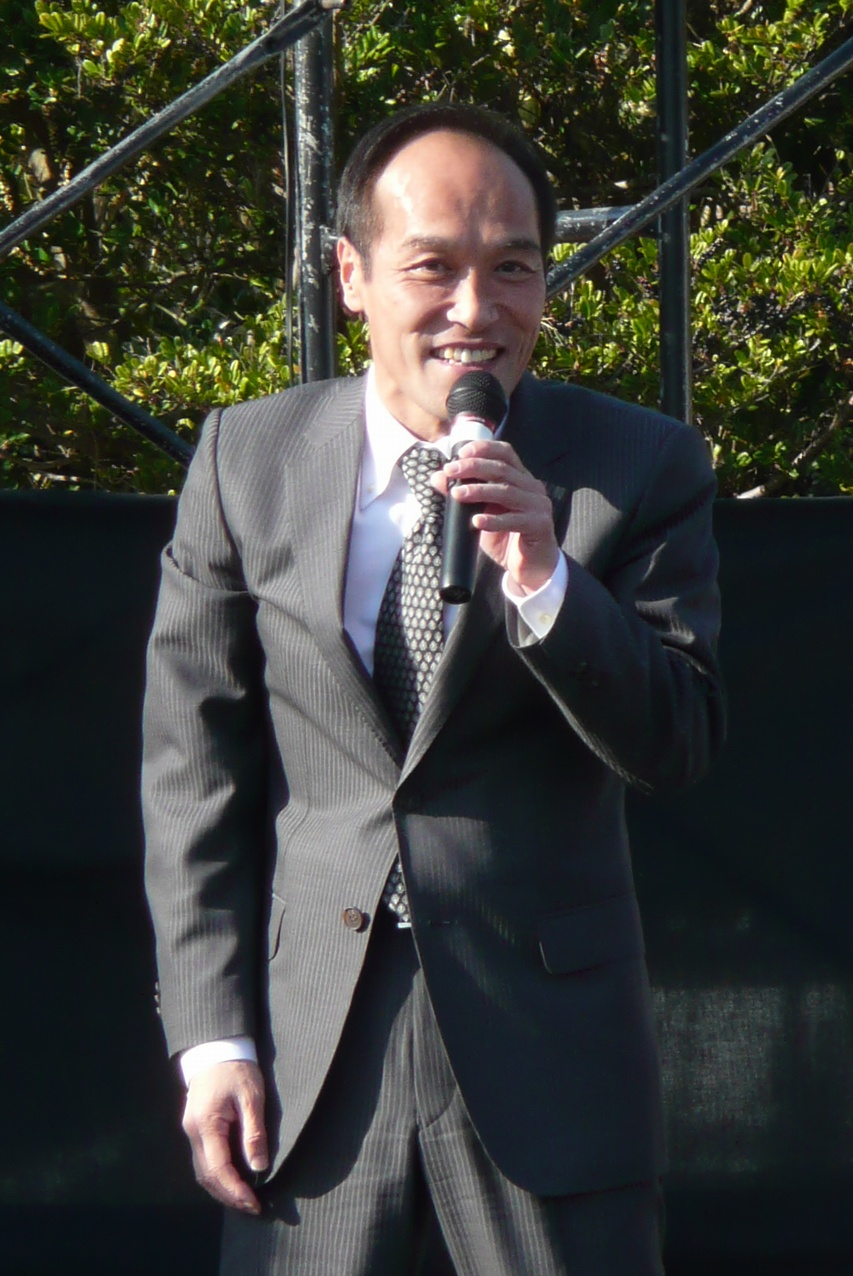
タレント・元宮崎県知事東国原英夫（9月16日）

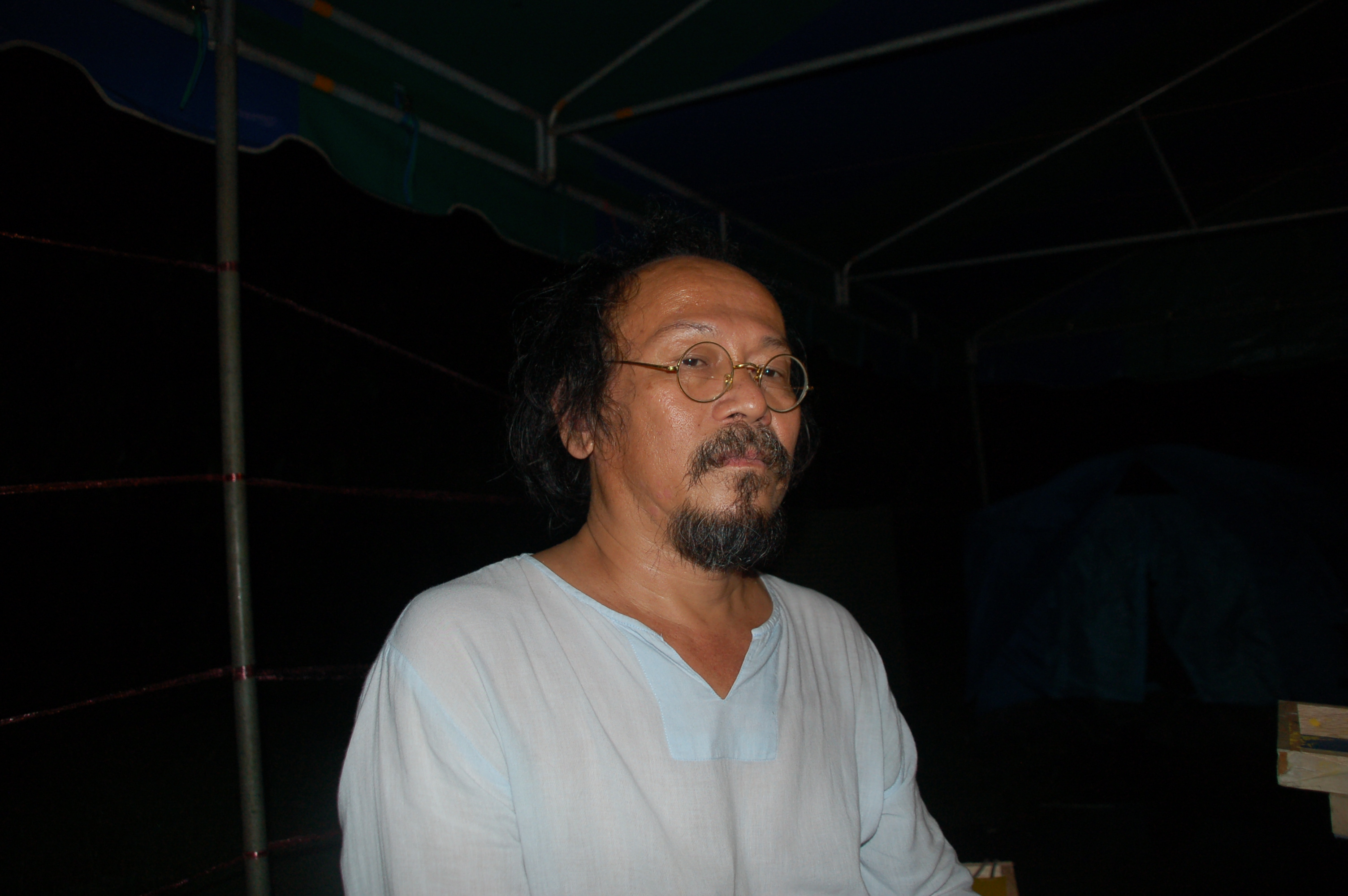
芸術家ワサン・シティケート（10月7日）

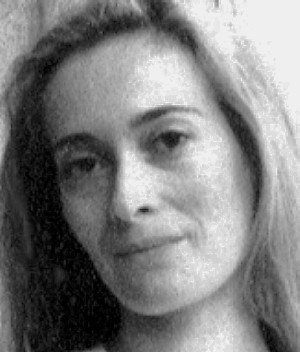
芸術家カテリーナ・ダヴィニオ（11月25日）

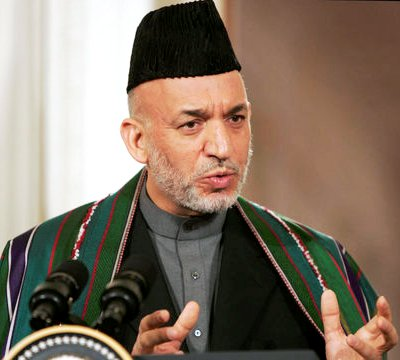
初代アフガニスタン大統領ハーミド・カルザイ（12月24日）

### 1月
- 1月1日 - 野呂一生、ギタリスト・カシオペアのリーダー
- 1月2日 - 小坂明子、シンガーソングライター
- 1月4日 - テレサ野田、元女優
- 1月7日 - 北村照文、元プロ野球選手
- 1月8日 - 中田宗男、元プロ野球選手
- 1月8日 - ナチョ・ドゥアト、バレエダンサー・振付師
- 1月8日 - 田中甲、政治家
- 1月11日 - 広橋公寿、元プロ野球選手
- 1月11日 - ブライアン・ロブソン、元サッカー選手
- 1月11日 - 氷室冴子、小説家（+ 2008年）
- 1月12日 - 若嶋津六夫、元大相撲力士・大関、前・年寄12代二所ノ関
- 1月15日 - 川三番地、漫画家
- 1月15日 - 石井聰亙、映画監督
- 1月16日 - 宮島達男、美術家
- 1月17日 - 野村邦丸、アナウンサー
- 1月17日 - 横山秀夫、小説家・推理作家
- 1月17日 - 滝本太郎、弁護士
- 1月18日 - 秋野暢子、女優
- 1月19日 - 柴門ふみ、漫画家
- 1月19日 - 小林健二、アーティスト
- 1月22日 - ブライアン・デイエット、元プロ野球選手
- 1月24日 - 段田安則、俳優
- 1月24日 - 金森栄治、元プロ野球選手
- 1月26日 - 天野正道、作曲家
- 1月28日 - 畑野君枝、政治家
- 1月29日 - マヌエラ・グロス、フィギュアスケート選手
- 1月29日 - 横川理彦、ミュージシャン(4-D mode 1)

### 2月
- 2月1日 - ジャッキー・シュロフ、俳優
- 2月3日 - 国谷裕子、ニュースキャスター
- 2月3日 - みぶ真也、一人芝居俳優
- 2月3日 - 河瀬雅英、プロ野球選手
- 2月4日 - 石破茂、政治家、内閣総理大臣（第102代）
- 2月9日 - ラモス瑠偉、元プロサッカー選手（元日本代表）・サッカー指導者
- 2月11日 - 土田義晴、絵本作家
- 2月11日 - ピーター・クラスホースト、画家・彫刻家・写真家
- 2月12日 - 武部聡志、音楽プロデューサー
- 2月16日 - 藤本祐司、政治家
- 2月19日 - デーブ・スチュワート、メジャーリーガー
- 2月19日 - 沢田勝彦、高校野球指導者
- 2月20日 - 梨羽侑里、声優
- 2月21日 - 葡萄亭わいん、落語家
- 2月28日 - ヤン・クーレマンス、元サッカー選手
- 2月28日 - 浜田昌良、政治家

### 3月
- 3月1日 - 高柳秀樹、元プロ野球選手
- 3月1日 - ジョニー・レイ、元プロ野球選手
- 3月4日 - 五十嵐浩晃、シンガーソングライター
- 3月6日 - 松下立美、元プロ野球選手
- 3月7日 - オール阪神、お笑いタレント（オール阪神・巨人）
- 3月7日 - レダ・コスミデス、心理学者
- 3月8日 - 堀江美都子、歌手・声優
- 3月9日 - ポール・ザカリー・マイヤーズ、生物学者
- 3月10日 - 鹿取義隆、元プロ野球選手
- 3月10日 - ウサマ・ビンラディン、アルカイダ指導者（+ 2011年）
- 3月13日 - 高橋慶彦、元プロ野球選手
- 3月19日 - 尾崎亜美、シンガーソングライター
- 3月20日 - スパイク・リー、映画監督
- 3月21日 - 友里千賀子、女優
- 3月22日 - 水樹和佳子、漫画家
- 3月22日 - 田村勲、元プロ野球選手（+ 2000年）
- 3月23日 - 浅田彰、哲学者・京都大学経済研究所助教授
- 3月25日 - 川本幸生、元高校野球監督（+ 2010年）
- 3月29日 - 桂三木助 (4代目)、落語家（+ 2001年）
- 3月31日 - 郡和子、政治家、元アナウンサー
- 3月31日 - 重田敦史、東武百貨店社長

### 4月
- 4月1日 - 姚濱、フィギュアスケート選手
- 4月2日 - 井上卓也、元プロ野球選手
- 4月3日 - 大黒坊弁慶、格闘家
- 4月4日 - 桑野信義、タレント、ミュージシャン（RATS&STAR）
- 4月4日 - 板垣恵介、漫画家
- 4月4日 - ウォルター・ヴァン・ベイレンドンク、ファッションデザイナー
- 4月4日 - アキ・カウリスマキ、映画監督
- 4月5日 - 穂積志、秋田市長
- 4月9日 - セベ・バレステロス、プロゴルファー（+ 2011年）
- 4月10日 - 中村昭、プロ野球選手
- 4月10日 - 小倉全由、高校野球指導者
- 4月14日 - ミハイル・プレトニョフ、ピアニスト・指揮者
- 4月14日 - 葉千栄、評論家・ジャーナリスト
- 4月16日 - 鈴木正幸、元プロ野球選手
- 4月18日 - ジーニー、13歳まで部屋に監禁されていた少女
- 4月19日 - 石原伸晃、政治家
- 4月21日 - 兼光保明、プロ野球選手
- 4月22日 - 宮崎弘教、元プロ野球選手
- 4月24日 - 蓬萊昭彦、元プロ野球選手
- 4月25日 - 今井敦、俳優
- 4月26日 - 琴風豪規、元大相撲力士・大関、元・尾車親方
- 4月27日 - ウィリー・アップショー、元プロ野球選手
- 4月29日 - 田中寅彦、元プロ将棋棋士

### 5月
- 5月5日 - 石橋貢、元プロ野球選手
- 5月5日 - 鎌田靖、NHK解説委員
- 5月6日 - 赤星たみこ、漫画家
- 5月7日 - 谷崎浩二、プロ野球選手
- 5月8日 - かたせ梨乃、女優
- 5月9日 - スティーブ・ハモンド、元プロ野球選手
- 5月11日 - 花房健、プロ野球選手
- 5月11日 - マリナ・マハティール、マレーシアのマハティール・ビン・モハマド首相の長女
- 5月12日 - ルー・ウィテカー、元メジャーリーガー
- 5月13日 - 鈴木光司、作家・エッセイスト
- 5月13日 - 夏井いつき、俳人
- 5月14日 - 古尾谷雅人、俳優（+ 2003年）
- 5月14日 - 佐戸井けん太、俳優
- 5月17日 - 団野村、元プロ野球選手、交渉代理人
- 5月18日 - 山崎ハコ、シンガーソングライター
- 5月19日 - 四方晴美、女優
- 5月18日 - 豊平晋一、プロ野球選手
- 5月20日 - 野田佳彦、政治家、第95代内閣総理大臣
- 5月22日 - 森末慎二、元体操競技選手・タレント
- 5月23日 - 根本要、シンガーソングライター（スターダストレビュー）
- 5月26日 - ロベルト・ラヴァーリア、イタリアのレーシングドライバー
- 5月29日 - 美口博、プロ野球選手
- 5月29日 - 柿木園悟、プロ野球審判員

### 6月
- 6月1日 - 山下泰裕、柔道家
- 6月1日 - リチャード・オルセン、元プロ野球選手
- 6月1日 - イレーナ・グラフェナウアー、フルート奏者
- 6月4日 - トニー・ペーニャ、MLB指導者、元メジャーリーガー
- 6月5日 - 立野清広、プロ野球選手
- 6月6日 - マックス・ベナブル、元プロ野球選手
- 6月6日 - 大島映二、棋士
- 6月8日 - ディンパル・カパーディヤー、女優
- 6月10日 - アンドレイ・ブキン、フィギュアスケート選手
- 6月10日 - 木之内みどり、元アイドル歌手・元女優
- 6月11日 - 中本茂樹、元プロ野球選手
- 6月13日 - リナト・ダサエフ、元サッカー選手
- 6月16日 - 茂本ヒデキチ、イラストレーター
- 6月17日 - 韓国瑜、高雄市長
- 6月18日 - 野田稔、明治大学専門職大学院グローバルビジネス研究科教授、元野村総合研究所コンサルタント
- 6月19日 - ロバート・ギブソン、元プロ野球選手
- 6月19日 - 二木真希子、アニメーター（+ 2016年）
- 6月22日 - 福井烈、プロテニス選手
- 6月25日 - 松居一代、タレント・エッセイスト
- 6月25日 - 長田克史、元プロ野球選手
- 6月25日 - 土手本勝次、元プロ野球選手
- 6月26日 - あたか誠、声優
- 6月28日 - 青山久人、元プロ野球選手

### 7月
- 7月1日 - クリス・スミス、元プロ野球選手
- 7月4日 - 眞野あずさ、女優
- 7月5日 - ラファエル・アルトゥニアン、フィギュアスケートコーチ
- 7月7日 - ダン・グラッデン、元プロ野球選手
- 7月8日 - 麻生圭子、作詞家、エッセイスト
- 7月8日 - 山崎ていじ、演歌歌手
- 7月11日 - 鄭義信、劇作家・脚本家
- 7月12日 - 北別府学、元プロ野球選手（+ 2023年）
- 7月12日 - 森永卓郎、経済アナリスト（+ 2025年）
- 7月13日 - 浅井純哉、高校野球指導者
- 7月13日 - ティエリー・ブーツェン、元F1ドライバー
- 7月14日 - 外園正、プロ野球選手
- 7月15日 - ジョー・ヒックス、元プロ野球選手
- 7月15日 - 林海象、映画監督・映画プロデューサー
- 7月16日 - 篠塚和典、元プロ野球選手
- 7月17日 - 大竹しのぶ、女優
- 7月17日 - 中野英明、プロ野球選手
- 7月20日 - 石井洋祐、俳優
- 7月20日 - かおりくみこ、歌手
- 7月20日 - 佐和タカシ、俳優
- 7月23日 - 久米大作、ミュージシャン
- 7月24日 - 伊戸のりお、作曲家
- 7月24日 - 島貫省一、元プロ野球選手
- 7月24日 - 大原徹也、元プロ野球選手
- 7月24日 - シャフカト・ミルジヨエフ - ウズベキスタンの政治家
- 7月25日 - 中島克介、プロ野球選手
- 7月26日 - サンティ・サンタマリア、料理人（+ 2011年）
- 7月29日 - 岸田文雄、政治家、内閣総理大臣、自由民主党総裁、外務大臣
- 7月30日 - 堀内賢雄、声優
- 7月30日 - クリント・ハードル、メジャーリーガー、監督
- 7月31日 - 杉村繁、元プロ野球選手
- 7月31日 - 木下智裕、元プロ野球選手

### 8月
- 8月2日 - 島田芳明、元プロ野球選手
- 8月3日 - 春日光広、漫画家
- 8月6日 - ボブ・ホーナー、元プロ野球選手
- 8月7日 - 尾花髙夫、元プロ野球選手
- 8月9日 - 水上善雄、元プロ野球選手
- 8月11日 - イネス・ド・ラ・フレサンジュ、ファッションモデル・ファッションデザイナー
- 8月11日 - 孫正義、実業家
- 8月12日 - 和田博盛、元プロ野球選手
- 8月13日 - 毛利和昭、アニメーター・イラストレーター
- 8月14日 - 地頭方一男、元プロ野球選手
- 8月14日 - 湯原信光、プロゴルファー
- 8月16日 - 竹之内徹、元プロ野球選手
- 8月17日 - ロビン・カズンズ、フィギュアスケート選手
- 8月18日 - 名取裕子、女優
- 8月19日 - チェーザレ・プランデッリ、元サッカー選手・サッカー指導者
- 8月20日 - 柴田保光、元プロ野球選手（+2022年）
- 8月21日 - 竹葉山真邦、大相撲元幕内、年寄宮城野
- 8月21日 - 亀垣一、メカニックデザイナー、アニメ監督
- 8月21日 - 光井正和、プロ野球選手
- 8月22日 - 郷田ほづみ、俳優・声優・音響監督
- 8月24日 - 鈴木孝行、元プロ野球選手
- 8月26日 - 難波圭一、声優
- 8月27日 - 木村理恵、女優
- 8月28日 - 熊野輝光、元プロ野球選手
- 8月29日 - 鷺巣詩郎、作曲家、編曲家
- 8月30日 - 長内孝、元プロ野球選手
- 8月30日 - 小川淳司、元プロ野球選手
- 8月31日 - 藤倉多祐、元プロ野球選手

### 9月
- 9月1日 - 山内和宏、元プロ野球選手
- 9月2日 - 増田惠子、歌手（ピンク・レディー）・女優
- 9月2日 - 栗田ひろみ、元女優・タレント
- 9月3日 - 平川洋幸、プロ野球選手
- 9月6日 - 日下秀昭、俳優、スーツアクター
- 9月6日 - 泉じゅん、女優
- 9月6日 - 加藤知子、ヴァイオリニスト
- 9月9日 - ピエール＝ローラン・エマール、ピアニスト
- 9月10日 - 綾戸智恵、ジャズ歌手
- 9月11日 - プレーベン・エルケーア・ラルセン、元サッカー選手
- 9月12日 - ハンス・ジマー、作曲家
- 9月12日 - 戸田恵子、女優・声優
- 9月12日 - 石川武、俳優
- 9月16日 - 東国原英夫（そのまんま東）、元宮崎県知事・お笑いタレント
- 9月18日 - うじきつよし、タレント・ミュージシャン（KODOMO BAND）
- 9月19日 - 串田嘉男、アマチュア天文家
- 9月20日 - 福原峰夫、元プロ野球選手
- 9月21日 - ケビン・ラッド、オーストラリア第28代首相
- 9月22日 - 近藤典子、アメニティーアドバイザー
- 9月23日 - 石塚元章、報道記者・ニュースキャスター
- 9月25日 - 金子光伸、元俳優（+1997年）
- 9月25日 - 日比野達郎、AV男優
- 9月26日 - 木根尚登、ミュージシャン（TM NETWORK）・小説家
- 9月27日 - 室山眞里子、漫画家コンビ「室山まゆみ」妹
- 9月27日 - 大川章、元プロ野球選手
- 9月28日 - ティエリー・フィッシャー、指揮者・フルート奏者
- 9月29日 - 蓮池薫、北朝鮮による拉致被害者、翻訳家
- 9月30日 - 高口里純、漫画家

### 10月
- 10月3日 - 大植英次、指揮者
- 10月3日 - 星野知子、女優・エッセイスト
- 10月6日 - アルフレド・グリフィン、MLB指導者、元メジャーリーガー
- 10月7日 - ジェーン・トービル、フィギュアスケート選手
- 10月7日 - ワサン・シティケート、芸術家
- 10月7日 - サブリナ・シズエ・マッケンナ、アメリカ合衆国ハワイ州最高裁判所判事、元水着キャンペーンガール
- 10月8日 - アントニオ・カブリーニ、元サッカー選手
- 10月10日 - 高橋留美子、漫画家
- 10月15日 - 有賀佳弘、元プロ野球選手
- 10月15日 - ミーラー・ナーイル、映画監督
- 10月16日 - 永山勝、プロ野球選手
- 10月17日 - 前泊哲明、元プロ野球選手
- 10月18日 - 山本和範、元プロ野球選手
- 10月18日 - 藤原保行、プロ野球選手
- 10月19日 - 香坂英典、元プロ野球選手
- 10月19日 - 加倉一馬、元プロ野球選手
- 10月21日 - スティーヴ・ルカサー、ギタリスト
- 10月22日 - クリス・ペプラー、タレント
- 10月22日 - かがみあきら、漫画家（+ 1984年）
- 10月24日 - ロン・ガーデンハイアー、メジャーリーグ監督
- 10月25日 - 宇都宮隆、ボーカリスト（TM NETWORK）、俳優
- 10月25日 - 大仁田厚、元プロレスラー・政治家
- 10月25日 - ナンシー・カートライト、アメリカ合衆国の女優
- 10月30日 - ジャッキー佐藤、元女子プロレスラー （+ 1999年）
- 10月30日 - 奥野敦子（イリア）、歌手・ギタリスト

### 11月
- 11月2日 - 美木良介、俳優
- 11月3日 - 中谷明彦、レーシングドライバー
- 11月4日 - アレクサンドル・トカチェフ、体操競技選手
- 11月4日 - 永井龍雲、シンガーソングライター
- 11月5日 - 遠藤伸久、プロ野球選手
- 11月6日 - 中根徹、俳優
- 11月6日 - 佐川宣寿、財務官僚
- 11月9日 - 宮本尊義、プロ野球選手
- 11月10日 - 曽田康二、元プロ野球選手
- 11月13日 - 櫻井哲夫、ベーシスト、元カシオペアのメンバー
- 11月15日 - 中島啓江、オペラ歌手（+ 2014年）
- 11月18日 - 城みちる、歌手・タレント
- 11月20日 - 竹島将、作家
- 11月21日 - 西脇美智子、ボディビルディング選手、女優
- 11月21日 - 田嶋幸三、元サッカー選手・日本サッカー協会専務理事
- 11月23日 - 片岡大蔵、元プロ野球選手
- 11月25日 - 岡田彰布、オリックス・バファローズ監督・元プロ野球選手
- 11月25日 - カテリーナ・ダヴィニオ、詩人・美術家・写真家・映画監督
- 11月25日 - 斉藤巧、元プロ野球選手
- 11月25日 - トニー・ブリューワ、元プロ野球選手
- 11月27日 - 石原恒和、ポケモンの総合プロデューサー
- 11月27日 - 中井貴惠、女優・エッセイスト
- 11月27日 - 佐山聡、プロレスラー・修斗及び掣圏真陰流の創始者
- 11月28日 - 松木安太郎、サッカー解説者・サッカー指導者・元サッカー選手
- 11月30日 - 田口トモロヲ、俳優、声優
- 11月30日 - 山田昌弘、社会学者
- 11月30日 - 田村隆、料理人（+ 2020年）
- 11月30日 - リチャード・バルビエリ、ミュージシャン、キーボーディスト（元ジャパン）

### 12月
- 12月2日 - 山本みどり、女優
- 12月2日 - 遠山裕、ミュージシャン
- 12月2日 - 御木貴日止、宗教家（+ 2020年）
- 12月3日 - 岩里祐穂、作詞家・作家
- 12月3日 - 鐘井裕治、元プロ野球選手
- 12月4日 - 堀米ゆず子、ヴァイオリニスト
- 12月6日 - 立石充男、元プロ野球選手
- 12月6日 - スティーブ・ベドローシアン、メジャーリーガー
- 12月7日 - 森博嗣、小説家
- 12月10日 - 嶺重慎、天文学者
- 12月10日 - 日詰昭一郎、シンガーソングライター、作曲家、ベーシスト（+2001年）
- 12月11日 - 松井五郎、作詞家
- 12月12日 - スザンナ・タマーロ、小説家
- 12月15日 - チョー、声優・俳優
- 12月15日 - 林泰男、元オウム真理教幹部 元死刑囚（+ 2018年）
- 12月17日 - 夏目雅子、元女優（+ 1985年）
- 12月19日 - ゆうきまさみ、漫画家
- 12月19日 - 吉本昌弘、脚本家
- 12月19日 - 小杉十郎太、声優
- 12月19日 - ケビン・マクヘイル、元バスケットボール選手
- 12月21日 - 喜多川2tom、スタントマン
- 12月24日 - 後藤真砂子、アニメーター
- 12月24日 - ハーミド・カルザイ、アフガニスタンの政治家
- 12月29日 - ブルース・ボイトラー、免疫学者・遺伝学者
- 12月29日 - ポール・ラドニック、劇作家・脚本家・小説家
- 12月29日 - 小室みつ子、シンガーソングライター
- 12月29日 - 坂西伊作、映像ディレクター（+ 2009年）
- 日付不明 - スティーヴン・メリロ、作曲家
- 日付不明 - 高森明勅、歴史学者
- 日付不明 - グルバングル・ベルディムハメドフ、政治家、第2代トルクメニスタン大統領

## 死去

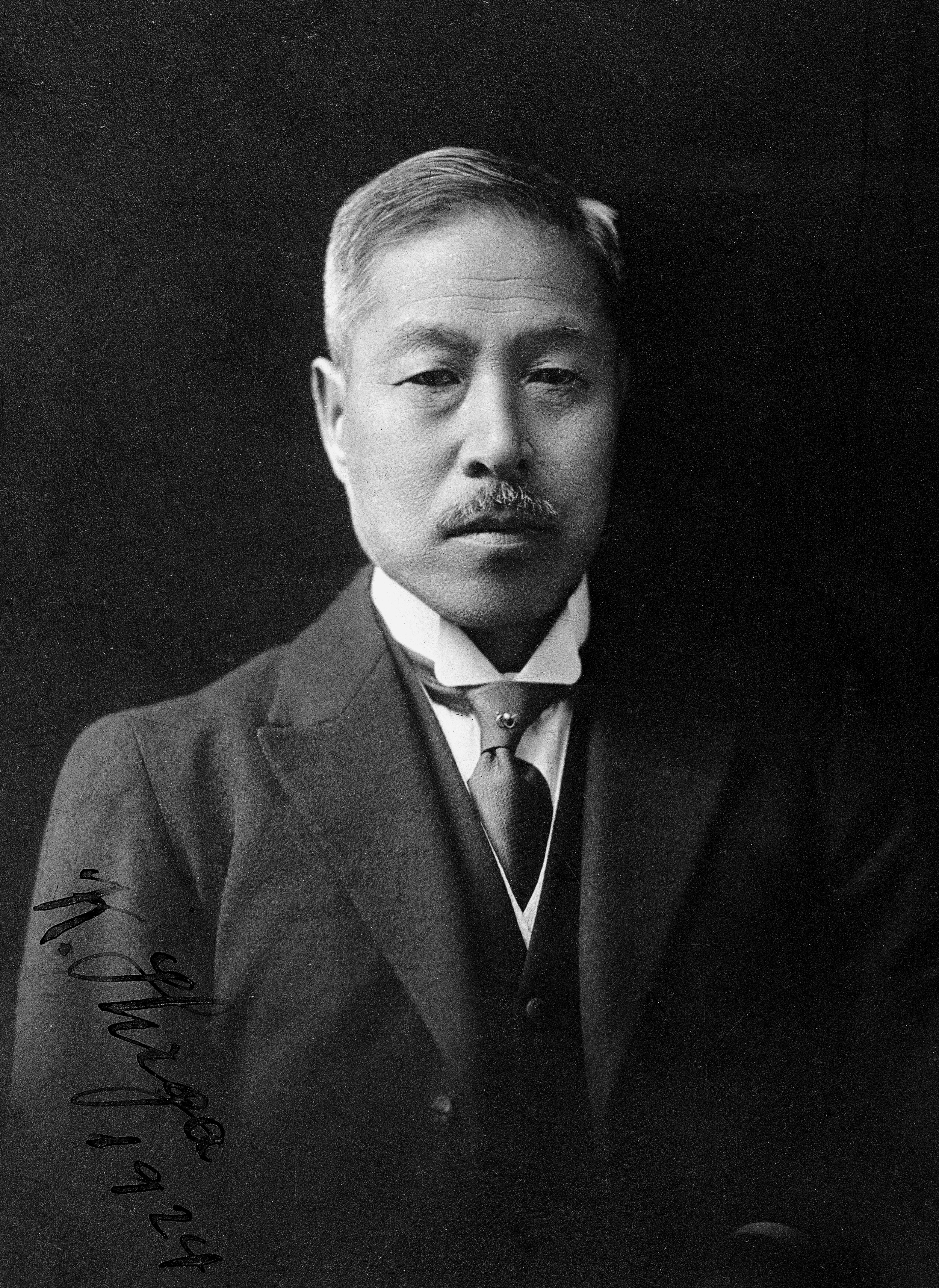
医学者・細菌学者志賀潔（1月25日）

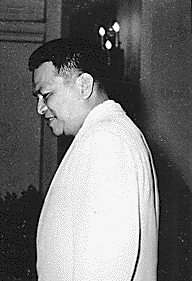
フィリピン大統領ラモン・マグサイサイ事故死（3月17日）

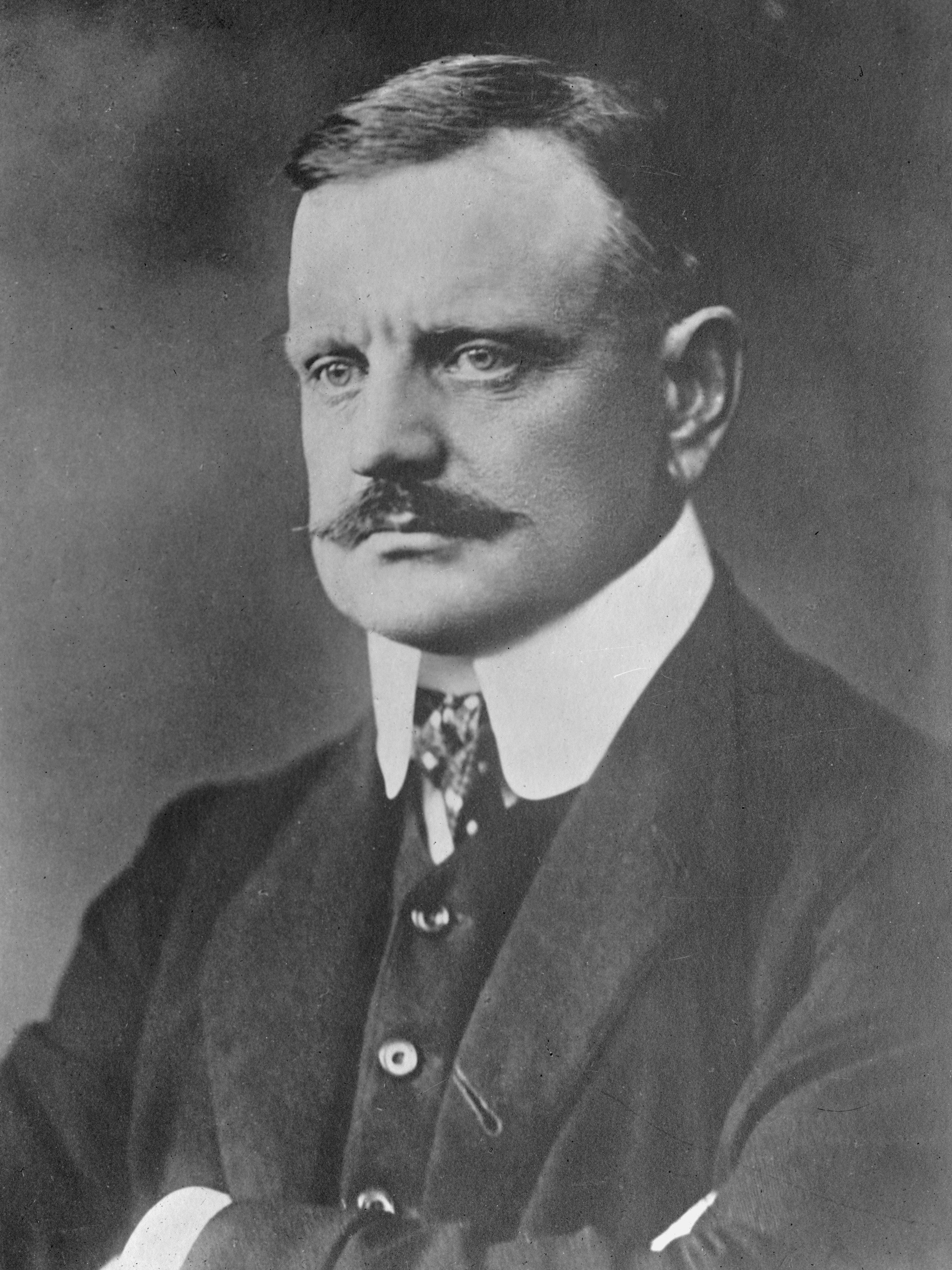
作曲家ジャン・シベリウス（9月20日）

| 「らい者救済の第一は去勢であって、らいの撲滅には最効果あり。」 - 「らい病の歴史」より |

### 1月
- 1月6日 - エド・アッバティッチオ、メジャーリーガー（* 1877年）
- 1月8日 - 吉田甲子太郎、翻訳家・児童文学者（* 1894年）
- 1月9日 - 有馬頼寧、政治家、プロ野球球団オーナー、日本中央競馬会理事長（* 1884年）
- 1月12日 - ヴィクトル・スタルヒン、元プロ野球選手（* 1916年）
- 1月14日 - ハンフリー・ボガート、俳優（* 1899年）
- 1月16日 - アルトゥーロ・トスカニーニ、指揮者（* 1867年）
- 1月16日 - 玉腰忠義、元プロ野球選手（* 1920年）
- 1月18日 - 牧野富太郎、植物学者（* 1862年）
- 1月19日 - ミゲル・コバルビアス、画家（* 1904年）
- 1月25日 - 志賀潔、医学者・細菌学者（* 1871年）
- 1月25日 - 小林一三、実業家・阪急東宝グループの創始者（* 1873年）
- 1月26日 - 重光葵、外交官・政治家（* 1887年）

### 2月
- 2月1日 - フリードリヒ・パウルス、ナチス・ドイツの軍人・元帥（* 1890年）
- 2月8日 - ジョン・フォン・ノイマン、数学者（* 1903年）
- 2月9日 - ホルティ・ミクローシュ、戦間期ハンガリーの摂政（* 1868年）
- 2月10日 - ローラ・インガルス・ワイルダー、『大草原の小さな家』などで知られるアメリカの小説家（* 1867年）
- 2月16日 - ヨゼフ・ホフマン、ピアニスト（* 1876年）
- 2月20日 - 大麻唯男、官僚・政治家（* 1889年）

### 3月
- 3月7日 - パーシー・ウインダム・ルイス、画家（* 1882年）
- 3月11日 - リチャード・バード、探検家（* 1888年）
- 3月16日 - コンスタンティン・ブランクーシ（* 1876年）
- 3月17日 - ラモン・マグサイサイ、フィリピン共和国大統領（* 1907年）
- 3月18日 - 田邊宗英、実業家（* 1881年）
- 3月21日 - チャールズ・ケイ・オグデン、ベーシック英語創案者（* 1889年）
- 3月28日 - 北原鉄雄、出版人、アルス代表（* 1887年）

### 4月
- 4月3日 - 小林古径、日本画家（* 1883年）
- 4月4日 - エドガートン・ハーバート・ノーマン、外交官・日本学者（* 1909年）
- 4月7日 - 羽仁もと子、教育者、自由学園の創立者（* 1873年）

### 5月
- 5月2日 - ジョセフ・マッカーシー、政治家
- 5月7日 - ヴィルヘルム・フィルヒナー、探検家（* 1877年）
- 5月16日 - エリオット・ネス、酒類取締局　映画『アンタッチャブル』のモデル
- 5月29日 - ハーバート・ラング、動物学者（* 1879年）

### 6月
- 6月21日 - 川田晴久、俳優・歌手（* 1907年）
- 6月24日 - フランティセック・クプカ、画家（* 1871年）
- 6月29日 - 橋本欣五郎、陸軍軍人・政治家（* 1890年）
- 6月30日 - 川合玉堂、日本画家（* 1873年）

### 7月
- 7月3日 - ドルフ・ルケ、メジャーリーガー（* 1890年）
- 7月10日 - ウォルター・ヤコブソン、フィギュアスケート選手（* 1882年）
- 7月24日 - サシャ・ギトリ、劇作家・映画監督（* 1885年）

### 8月
- 8月24日 - ロナルド・ノックス、聖職者・推理作家（* 1888年）
- 8月24日 - アルバート・サモンズ、ヴァイオリニスト（* 1886年）
- 8月26日 - ジョセフ・ティレル、地質学者・古生物学者（* 1858年）

### 9月
- 9月1日 - デニス・ブレイン、ホルン奏者（* 1921年）
- 9月6日 - 山田わか、婦人運動家（* 1879年）
- 9月14日 - キャスリーン・メアリー・ドリュー＝ベーカー、藻類学者
- 9月20日 - ジャン・シベリウス、作曲家（* 1865年）

### 10月
- 10月6日 - 久生十蘭、小説家・演出家（* 1902年）
- 10月7日 - 柳原極堂、俳人（* 1867年）
- 10月15日 - ニール・ボール、メジャーリーガー（* 1881年）
- 10月24日 - クリスチャン・ディオール、ファッションデザイナー（* 1905年）
- 10月25日 - アンリ・ヴァン・デ・ヴェルデ、画家（* 1863年）
- 10月27日 - ジョヴァンニ・バッチスタ・カプロニ - 航空機開発者、カプロニ創業者（* 1886年）

### 11月
- 11月2日 - 徳富蘇峰、ジャーナリスト・歴史家（* 1863年）
- 11月24日 - ディエゴ・リベラ、画家（* 1886年）
- 11月29日 - エーリヒ・ヴォルフガング・コルンゴルト、作曲家（* 1897年）
- 11月30日 - ベニャミーノ・ジーリ、テノール歌手（* 1890年）

### 12月
- 12月4日 - 愛新覚羅慧生、清朝最後の皇帝溥儀の姪（* 1938年）
- 12月9日 - 下村宏、政治家・歌人（* 1875年）
- 12月9日 - マキノ光雄、映画プロデューサー（* 1909年）
- 12月17日 - ドロシー・L・セイヤーズ、推理作家（* 1893年）
- 12月20日 - ヤン・ダーメン、ヴァイオリニスト（* 1898年）
- 12月21日 - 長谷健、小説家（* 1904年）
- 12月22日 - 辻本史邑、書家（* 1895年）
- 12月24日 - 大川周明、思想家（* 1886年）
- 12月24日 - ノーマ・タルマッジ、女優（* 1894年）
- 12月31日 - オスカー・ドミンゲス、画家・美術家（* 1906年）

## ノーベル賞
- 物理学賞 - 楊振寧、李政道
- 化学賞 - アレクサンダー・トッド
- 生理学・医学賞 - ダニエル・ボベット
- 文学賞 - アルベール・カミュ
- 平和賞 - レスター・ピアソン

### 誕生日
- 3月17日 - ジョン・コーニッグ、テレビドラマシリーズスペース1999の主人公。